# Česká zájmena
Článek česká zájmena pojednává o zájmenech v češtině.

## Přehled zájmen a skloňování
Skloňování zájmen je poměrně komplikované, některá se skloňují podle vzorů přídavných jmen, některá jsou nepravidelná. Zájmena se podle významu dělí na:
- osobní – personální
- přivlastňovací – posesivní
- ukazovací – demonstrativní
- tázací – interogativní
- vztažná – relativní
- neurčitá – indefinitní
- záporná – negativní

Podle toho, jestli svým tvarem určují rod, se dělí na:
- bezrodá - já, ty, my, vy, se
- rodová

### Osobní zájmena
|         |                 |                    | 1. osoba | 2. osoba | 3.osoba                     | 3.osoba                 | 3.osoba   | 3.osoba                 |
| Mužský  | Mužský          | Ženský             | 1. osoba | 2. osoba | Střední                     |                         |           |                         |
| životný | neživotný       | Ženský             | 1. osoba | 2. osoba | Střední                     |                         |           |                         |
| ------- | --------------- | ------------------ | -------- | -------- | --------------------------- | ----------------------- | --------- | ----------------------- |
| J. č.   | 1. Nominativ    | Kdo? Co?           | já       | ty       | on                          | on                      | ona       | ono                     |
| J. č.   | 2. Genitiv      | Koho? Čeho?        | mne, mě  | tebe, tě | jeho, ho, jej něho, něj     | jeho, ho, jej něho, něj | jí ní     | jeho, ho, jej něho, něj |
| J. č.   | 3. Dativ        | Komu? Čemu?        | mně, mi  | tobě, ti | jemu, mu němu               | jemu, mu němu           | jí ní     | jemu, mu němu           |
| J. č.   | 4. Akuzativ     | Koho? Co?          | mne, mě  | tebe, tě | jeho, ho, jej něho, něj, -ň | ho, jej něj, -ň         | ji ni     | je, ho, jej ně, něj     |
| J. č.   | 5. Vokativ      | Oslovujeme, Voláme | —        | ty       | —                           | —                       | —         | —                       |
| J. č.   | 6. Lokál        | O kom? O čem?      | mně      | tobě     | něm                         | něm                     | ní        | něm                     |
| J. č.   | 7. Instrumentál | S kým? S čím?      | mnou     | tebou    | jím ním                     | jím ním                 | jí ní     | jím ním                 |
| Mn. č.  | 1. Nominativ    | Kdo? Co?           | my       | vy       | oni                         | ony                     | ony       | ona                     |
| Mn. č.  | 2. Genitiv      | Koho? Čeho?        | nás      | vás      | jich nich                   | jich nich               | jich nich | jich nich               |
| Mn. č.  | 3. Dativ        | Komu? Čemu?        | nám      | vám      | jim nim                     | jim nim                 | jim nim   | jim nim                 |
| Mn. č.  | 4. Akuzativ     | Koho? Co?          | nás      | vás      | je ně                       | je ně                   | je ně     | je ně                   |
| Mn. č.  | 5. Vokativ      | Oslovujeme, Voláme | my       | vy       | —                           | —                       | —         | —                       |
| Mn. č.  | 6. Lokál        | O kom? O čem?      | nás      | vás      | nich                        | nich                    | nich      | nich                    |
| Mn. č.  | 7. Instrumentál | S kým? S čím?      | námi     | vámi     | jimi nimi                   | jimi nimi               | jimi nimi | jimi nimi               |

#### Krátké tvary
V některých pádech jsou možné krátké tvary, které se však nemohou pojit s předložkami. Tyto tvary jsou nepřízvučné, tvoří příklonky k předchozímu slovu, nemohou tedy stát na začátku věty. Příklady:
3. pád
Nedávej mi to. - Nedávám ti to.
Mně to nedávej. (důraz na mně) - Tobě to nedávám.
Přijď ke mně. - Přicházím k tobě.
nebo
Rozkazuj mi. - Rozkazuji ti.
To mně rozkazuj, ne jí. - Právě tobě rozkazuji.
4. pád
Zaúkoluj mě. - Zaúkoloval jsem tě.
To mne úkoluj, ne ji. - Právě tebe jsem zaúkoloval.
Ve 3. osobě se tvary začínající j- používají bez předložek, zatímco tvary začínající n- se pojí s předložkami:
Ukaž mu to. - nemůže stát na začátku věty
nebo
Ukaž to jemu. (důraz na jemu) - Jemu to ukaž. - může stát na začátku věty
Přišla k němu.
Akuzativní tvary jej (on), je, ně (ono) se dnes považují za knižní.

#### Zvratné osobní zájmeno
Používá se, pokud je podmět a předmět totožný. Toto zájmeno nemá tvar pro nominativ a používá se pro všechny osoby v obou číslech.
| 1. Nominativ    | ----     |
| 2. Genitiv      | sebe     |
| 3. Dativ        | sobě, si |
| 4. Akuzativ     | sebe, se |
| 6. Lokál        | sobě     |
| 7. Instrumentál | sebou    |

Příklad:
Vidím se (sebe) v zrcadle.
Krátké tvary se a si jsou též součástí zvratných sloves:
Posaď se./Sedni si.

### Přivlastňovací zájmena
|        |                 | Mužský životný                              | Mužský neživotný                            | Ženský                                      | Střední                                     |
| ------ | --------------- | ------------------------------------------- | ------------------------------------------- | ------------------------------------------- | ------------------------------------------- |
| J. č.  | 1. Nominativ    | můj tvůj                                    | můj tvůj                                    | má, moje tvá, tvoje                         | mé, moje tvé, tvoje                         |
| J. č.  | 2. Genitiv      | mého tvého                                  | mého tvého                                  | mé (mojí hovor.) tvé (tvojí hovor.)         | mého tvého                                  |
| J. č.  | 3. Dativ        | mému tvému                                  | mému tvému                                  | mé (mojí hovor.) tvé (tvojí hovor.)         | mému tvému                                  |
| J. č.  | 4. Akuzativ     | mého tvého                                  | můj tvůj                                    | mou, moji tvou, tvoji                       | mé, moje tvé, tvoje                         |
| J. č.  | 6. Lokál        | mém tvém                                    | mém tvém                                    | mé (mojí hovor.) tvé (tvojí hovor.)         | mém tvém                                    |
| J. č.  | 7. Instrumentál | mým tvým                                    | mým tvým                                    | mou (mojí hovor.) tvou (tvojí hovor.)       | mým tvým                                    |
| Mn. č. | 1. Nominativ    | mí, moji tví, tvoji                         | mé, moje tvé, tvoje                         | mé, moje tvé, tvoje                         | má, moje tvá, tvoje                         |
| Mn. č. | 2. Genitiv      | mých (mojich hovor.) tvých (tvojich hovor.) | mých (mojich hovor.) tvých (tvojich hovor.) | mých (mojich hovor.) tvých (tvojich hovor.) | mých (mojich hovor.) tvých (tvojich hovor.) |
| Mn. č. | 3. Dativ        | mým (mojim hovor.) tvým (tvojim hovor.)     | mým (mojim hovor.) tvým (tvojim hovor.)     | mým (mojim hovor.) tvým (tvojim hovor.)     | mým (mojim hovor.) tvým (tvojim hovor.)     |
| Mn. č. | 4. Akuzativ     | mé, moje tvé, tvoje                         | mé, moje tvé, tvoje                         | mé, moje tvé, tvoje                         | má, moje tvá, tvoje                         |
| Mn. č. | 6. Lokál        | mých (mojich hovor.) tvých (tvojich hovor.) | mých (mojich hovor.) tvých (tvojich hovor.) | mých (mojich hovor.) tvých (tvojich hovor.) | mých (mojich hovor.) tvých (tvojich hovor.) |
| Mn. č. | 7. Instrumentál | mými (mojimi hovor.) tvými (tvojimi hovor.) | mými (mojimi hovor.) tvými (tvojimi hovor.) | mými (mojimi hovor.) tvými (tvojimi hovor.) | mými (mojimi hovor.) tvými (tvojimi hovor.) |

Pozor, dlouhé tvary rodu ženského "mojí" ve 2., 3., 6. a 7. pádu a obdobné tvary v množném čísle jsou pouze hovorové.[zdroj?]
|        |                 | Mužský životný | Mužský neživotný | Ženský | Střední |
| ------ | --------------- | -------------- | ---------------- | ------ | ------- |
| J. č.  | 1. Nominativ    | její           | její             | její   | její    |
| J. č.  | 2. Genitiv      | jejího         | jejího           | její   | jejího  |
| J. č.  | 3. Dativ        | jejímu         | jejímu           | její   | jejímu  |
| J. č.  | 4. Akuzativ     | jejího         | její             | její   | její    |
| J. č.  | 6. Lokál        | jejím          | jejím            | její   | jejím   |
| J. č.  | 7. Instrumentál | jejím          | jejím            | její   | jejím   |
| Mn. č. | 1. Nominativ    | její           | její             | její   | její    |
| Mn. č. | 2. Genitiv      | jejích         | jejích           | jejích | jejích  |
| Mn. č. | 3. Dativ        | jejím          | jejím            | jejím  | jejím   |
| Mn. č. | 4. Akuzativ     | její           | její             | její   | její    |
| Mn. č. | 6. Lokál        | jejích         | jejích           | jejích | jejích  |
| Mn. č. | 7. Instrumentál | jejími         | jejími           | jejími | jejími  |

|        |                 | Mužský životný | Mužský neživotný | Ženský        | Střední       |
| ------ | --------------- | -------------- | ---------------- | ------------- | ------------- |
| J. č.  | 1. Nominativ    | náš váš        | náš váš          | naše vaše     | naše vaše     |
| J. č.  | 2. Genitiv      | našeho vašeho  | našeho vašeho    | naší vaší     | našeho vašeho |
| J. č.  | 3. Dativ        | našemu vašemu  | našemu vašemu    | naší vaší     | našemu vašemu |
| J. č.  | 4. Akuzativ     | našeho vašeho  | náš váš          | naši vaši     | naše vaše     |
| J. č.  | 6. Lokál        | našem vašem    | našem vašem      | naší vaší     | našem vašem   |
| J. č.  | 7. Instrumentál | naším vaším    | naším vaším      | naší vaší     | naším vaším   |
| Mn. č. | 1. Nominativ    | naši vaši      | naše vaše        | naše vaše     | naše vaše     |
| Mn. č. | 2. Genitiv      | našich vašich  | našich vašich    | našich vašich | našich vašich |
| Mn. č. | 3. Dativ        | našim vašim    | našim vašim      | našim vašim   | našim vašim   |
| Mn. č. | 4. Akuzativ     | naše vaše      | naše vaše        | naše vaše     | naše vaše     |
| Mn. č. | 6. Lokál        | našich vašich  | našich vašich    | našich vašich | našich vašich |
| Mn. č. | 7. Instrumentál | našimi vašimi  | našimi vašimi    | našimi vašimi | našimi vašimi |

Zájmena jeho a jejich jsou nesklonná.

#### Zvratné přivlastňovací zájmeno
Používá se, pokud přivlastňujeme podmětu. Pro všechny osoby je stejné.
|        |                 | Mužský životný | Mužský neživotný | Ženský      | Střední    |
| ------ | --------------- | -------------- | ---------------- | ----------- | ---------- |
| J. č.  | 1. Nominativ    | svůj           | svůj             | svoje, svá  | svoje, své |
| J. č.  | 2. Genitiv      | svého          | svého            | svojí, své  | svého      |
| J. č.  | 3. Dativ        | svému          | svému            | svojí, své  | svému      |
| J. č.  | 4. Akuzativ     | svého          | svůj             | svoji, svou | svoje, své |
| J. č.  | 6. Lokál        | svém           | svém             | svojí, své  | svém       |
| J. č.  | 7. Instrumentál | svým           | svým             | svojí, svou | svým       |
| Mn. č. | 1. Nominativ    | svoji, sví     | svoje, své       | svoje, své  | svoje, svá |
| Mn. č. | 2. Genitiv      | svých          | svých            | svých       | svých      |
| Mn. č. | 3. Dativ        | svým           | svým             | svým        | svým       |
| Mn. č. | 4. Akuzativ     | svoje, své     | svoje, své       | svoje, své  | svoje, svá |
| Mn. č. | 6. Lokál        | svých          | svých            | svých       | svých      |
| Mn. č. | 7. Instrumentál | svými          | svými            | svými       | svými      |

Příklady:
Vidím svého otce.
Vidíš svého otce.
Srovnej:
On vidí svého otce. (vlastního otce)
On vidí jeho otce. (otce někoho jiného)

### Ukazovací zájmena
|        |                 | Mužský životný | Mužský neživotný | Ženský | Střední |
| ------ | --------------- | -------------- | ---------------- | ------ | ------- |
| J. č.  | 1. Nominativ    | ten            | ten              | ta     | to      |
| J. č.  | 2. Genitiv      | toho           | toho             | té     | toho    |
| J. č.  | 3. Dativ        | tomu           | tomu             | té     | tomu    |
| J. č.  | 4. Akuzativ     | toho           | ten              | tu     | to      |
| J. č.  | 6. Lokál        | tom            | tom              | té     | tom     |
| J. č.  | 7. Instrumentál | tím            | tím              | tou    | tím     |
| Mn. č. | 1. Nominativ    | ti             | ty               | ty     | ta      |
| Mn. č. | 2. Genitiv      | těch           | těch             | těch   | těch    |
| Mn. č. | 3. Dativ        | těm            | těm              | těm    | těm     |
| Mn. č. | 4. Akuzativ     | ty             | ty               | ty     | ta      |
| Mn. č. | 6. Lokál        | těch           | těch             | těch   | těch    |
| Mn. č. | 7. Instrumentál | těmi           | těmi             | těmi   | těmi    |

Tento, tato, toto a tamten, tamta, tamto se skloňují jako ten + to (tento, tohoto, tomuto …), resp. tam + ten (tamten, tamtoho, tamtomu …), resp. ten + hle (tenhle, tohohle, tomuhle), u nespisovného tenhleten se skloňuje první i poslední část (tenhleten, tohohletoho, tomuhletomu).
Onen, ona, ono (nezaměňovat s osobními zájmeny) se skloňuje jako ten (onen, onoho, onomu …; ona, oné, oné, …).
To se často používá jako osobní zájmeno místo zájmena ono:
Dej mi to.
Používá se také ve spojení „to je/jsou“, a to bez ohledu na rod a číslo podstatného jména:
To je můj přítel.
To jsou mí přátelé.

### Adjektivní zájmena
Některá ukazovací, tázací, vztažná, neurčitá a záporná zájmena se skloňují zcela podle vzorů přídavných jmen.
Takový, jaký, který, nějaký, některý, nijaký, žádný se skloňuje jako mladý.
Čí, něčí, ničí se skloňuje jako jarní.

### Tázací, vztažná, neurčitá a záporná zájmena substantivního typu
| 1. Nominativ    | kdo  | co   |
| 2. Genitiv      | koho | čeho |
| 3. Dativ        | komu | čemu |
| 4. Akuzativ     | koho | co   |
| 6. Lokál        | kom  | čem  |
| 7. Instrumentál | kým  | čím  |

Někdo, nikdo (málokdo, sotvakdo, leckdo, expresivní čertvíkdo, bůhvíkdo) se skloňuje jako kdo (někdo, někoho, někomu, …). Kdopak se skloňuje jako kdo + pak (kdopak, kohopak, komupak...).
Něco, nic (máloco, sotvaco...) se skloňuje jako co (něco, něčeho, něčemu, …; nic, ničeho, ničemu, …).

#### Vztažné zájmenojenž
|     |                 | Mužský životný    | Mužský neživotný | Ženský      | Střední     |
| --- | --------------- | ----------------- | ---------------- | ----------- | ----------- |
| Sg. | 1. Nominativ    | jenž              | jenž             | jež         | jež         |
| Sg. | 2. Genitiv      | jehož něhož       | jehož něhož      | jíž níž     | jehož něhož |
| Sg. | 3. Dativ        | jemuž němuž       | jemuž němuž      | jíž níž     | jemuž němuž |
| Sg. | 4. Akuzativ     | jehož, jejž něhož | jejž nějž        | již niž     | jež něž     |
| Sg. | 6. Lokál        | němž              | němž             | níž         | němž        |
| Sg. | 7. Instrumentál | jímž nímž         | jímž nímž        | jíž níž     | jímž nímž   |
| Pl. | 1. Nominativ    | již               | jež              | jež         | jež         |
| Pl. | 2. Genitiv      | jichž nichž       | jichž nichž      | jichž nichž | jichž nichž |
| Pl. | 3. Dativ        | jimž nimž         | jimž nimž        | jimž nimž   | jimž nimž   |
| Pl. | 4. Akuzativ     | jež něž           | jež něž          | jež něž     | jež něž     |
| Pl. | 6. Lokál        | nichž             | nichž            | nichž       | nichž       |
| Pl. | 7. Instrumentál | jimiž nimiž       | jimiž nimiž      | jimiž nimiž | jimiž nimiž |

Jenž není tázací zájmeno, znamená totéž co který (jako vztažné zájmeno):
Vidím muže, který/jenž právě přichází.